# Laurent Vigroux
Laurent Vigroux est un astrophysicien français, né le 14 juin 1949, directeur de 2005 à 2013 de l'Institut d'astrophysique de Paris.

## Biographie
Ingénieur de l'ESPCI ParisTech (89e promotion), Laurent Vigroux se spécialise en astrophysique puis étudie au service d'astrophysique du Commissariat à l'énergie atomique (SAp), dont il est directeur plus tard. 
En 2005, il succède à Bernard Fort à la tête de l'Institut d'astrophysique de Paris. Il est membre de la section Astronomie du Comité national de la recherche scientifique et du comité scientifique de l'Institut national des sciences de l'Univers (INSU) du CNRS. En 2011, il est président du conseil de l'Observatoire européen austral (ESO)
Laurent Vigroux collabore à de nombreux projets parmi lesquels :
- le télescope spatial XMM-Newton[5] ;
- EROS, une expérience de recherche d'objets sombres, semblable à OGLE[6] ;
- INTEGRAL, un satellite dédié à l'astronomie gamma[7] ;
- les télescopes spatiaux infrarouge ISO[8] et Herschel[9],[10],[11].

Il a également un rôle décisif dans l'identification de la nature d'un astre, Geminga, l'une des sources de rayons gamma les plus intenses de la galaxie. 
Il est directeur de thèses

## Distinction
- Chevalier de l'ordre national de la Légion d'honneur (depuis le 14 juillet 2015[14]).

## Publications et conférences
Outre ses articles scientifiques, Laurent Vigroux est l'auteur d'ouvrages et de DVD, sujets sur lesquels il donne des conférences, :
- L'Astronome. Du chapeau pointu à l'ordinateur, éd. du CNRS, 2016[17]  (ISBN 9782271089205),
- Le DVD sur le satellite Herschel[13].